# 한밭제
한밭제(-祭)는 대전의 향토문화행사이다. ‘향토문화예술의 창달과 전통민속문화의 육성’을 목적으로, 1983년 10월에 대전시 일원에서 ‘제1회 한밭제’가 거행되었으며 매년 한번씩 개최되고 있다. 한밭제는 시민의 날과 한밭제 행사를 연계하여 추진하며, 시민이 다수 참여하여 즐길 수 있는 행사종목을 한국예술문화단체총연합회 충청남도지부가 주관하여오고 있다. 한밭제의 행사 내용은 전야제로서 축포발사·불꽃놀이, 기념행사 및 공개행사로서 시민의 날 기념식과 식전공개행사, 문화예술행사로서 시민위안잔치·한밭백일장·연극공연·합창제·무용공연·시조경창대회·국악공연·교향악연주, 전시행사로서 대전미술인작품전·사진전, 민속행사로서 민요경창대회·씨름대회·농악경연대회·그네뛰기대회 등이 열린다.